# Louis Arthur Watres
Louis Arthur Watres (* 21. April 1851 in Blakely, Lackawanna County, Pennsylvania; † 28. Juni 1937) war ein US-amerikanischer Politiker. Zwischen 1891 und 1895 war er Vizegouverneur des Bundesstaates Pennsylvania.

## Werdegang
Nach einem Jurastudium und seiner Zulassung als Rechtsanwalt begann Louis Watres in diesem Beruf zu arbeiten. Zwischen 1881 und 1890 fungierte er als Staatsanwalt im Lackawanna County. Außerdem gehörte er von 1877 bis 1890 der Nationalgarde seines Staates an. Politisch schloss er sich der Republikanischen Partei an. Zwischen 1883 und 1890 saß er im Senat von Pennsylvania. Zeitweise war er auch Herausgeber der Zeitung Scranton Republican.
1890 wurde Watres an der Seite von Robert Emory Pattison zum Vizegouverneur von Pennsylvania gewählt. Dieses Amt bekleidete er zwischen 1891 und 1895. Dabei war er Stellvertreter des Gouverneurs und Vorsitzender des Staatssenats. Im Juni 1916 nahm er als Delegierter an der Republican National Convention in Chicago teil. Er war außerdem Mitglied der Freimaurer und in den Jahren 1916 und 1917 Präsident der Grand Lodge of Pennsylvania. Louis Watres starb am 28. Juni 1937. Sein Sohn Laurence (1882–1964) wurde Abgeordneter im Repräsentantenhaus der Vereinigten Staaten.